# 李泓
李泓（イ・ホン、朝鮮語: 이홍、1974年7月1日 - ）は、韓国の芸能人。朝鮮国と大韓帝国の君主家だった李氏の末裔。歌手として知られ、帝位請求者の一人である李錫の長女。

## 半生
3歳のときに両親が離婚し、祖父母のもとで育った。1979年から10年間をアメリカで過ごした。子供の頃から母に言われてさまざまな習い事をしたという。自分が旧韓皇室の末裔だという事実を知ったのは中学1年生のときで、父に初めて会ったのは高校3年生のときだった。
韓国に帰国して、漢城大学・産業デザイン学科を卒業した後、インテリアデザイナーとして活動した。この後、日本で経営学を学んだ。
2004年4月、父とともに『SBS歌謡ショー』に出演して歌手デビューした。この時、父は自らのヒット曲である『鳩小屋』などを歌って娘のデビューを祝った。
その後、家族の反対に遭いつつも芸能活動を少しずつ重ね、家族の許可が出たことにより2006年に本格的に芸能界デビューを果たした。
2006年7月2日、世界の難民青少年を対象にした「聖書青少年育成財団」の理事に就任した。イ・ホンはキリスト教徒であり、それ以前から毎年アフリカなどで難民の世話をしていた。7月5日、父とともに映画『韓半島 -HANBANDO-』の特別試写会に参加した。

## 家族
芸能界デビューの前に俳優ハン・ヨングァンと結婚しており、夫との間に娘イェジンを儲けている。